# 类毛柱黄耆
类毛柱黄耆（学名：Astragalus milingensis var. heydeoides）为豆科黄耆属下的一个变种。

## 扩展阅读
- 維基物種上的相關：类毛柱黄耆